# Soul (应用程序)
Soul上线于2016年，是为中国年轻一代而设的虚拟社交平台；用户通过共同的兴趣图谱及各自的虚拟身份，以游戏化的方式及各种互动在虚拟空间进行社交。

## 历史
2016年，Soul的创始人张璐认为，人们在社交平台除了看脸的需求外，还有精神交流的需求。她希望“不以脸为必要条件，而用'共同兴趣'进行心灵匹配，给人们更多想象空间和感知能力，给人们一个交友，同时表达、展示自己的平台。”於是，造就了Soul這一應用程式。
2016年至2019年间，Soul完成了天使轮到C轮融资。2018年2月，产品活跃人数达140万。2019年1月，Soul已有近150万的日活。2020年11月，Soul日活近千万。截至2022年，Soul的月活跃用户数(MAU)已接近3000万，日活跃用户数(DAU)约为955万。
2019年6月底，中国国家网信办整治网络音频乱象，認定Soul存在传播淫秽色情或“软色情”信息等问题，对Soul在各大应用商店进行下架处理。7月15日，Soul发表声明表示，有产品几乎原封不动地抄袭了Soul，严重侵犯了知识产权。8月28日，Soul在各大Android应用商店重新上架，各项功能均可以正常使用。官方将产品注册年龄下限改为18周岁，并对存量青少年更新了青少年模式。
2021年起，Soul开始谋划上市。2021年5月10日，公司向纳斯达克提交上市申请，其后由于市场状况，加上网络安全审查新规制约而暂停美国上市计划。2022年6月9日，Soul撤回了申请资料并终止美股上市程序，翌日向香港交易所提交上市申请, 2023年初材料失效。2023年3月27日，Soul更新了港股上市申请材料。截至2022年底，Soul实现营业收入16.67亿元，月活跃用户约2940万，有78.4%的月活用户为Z时代人群。虽然收入较2021年同期有所增长，但月活却出现了下滑。该公司2020年至2022年累计亏损超过24亿元，尚未实现盈利。招股书同时披露，其大股东为腾讯旗下的意像架构投资，持股比例49.9%。而Soul也与腾讯保持良好的业务关系。也是2023年，Soul成功入选胡润《2023全球独角兽榜》。

## 功能
Soul 称为用户提供了一个沉浸式、低延迟性的社交场域，其中群聊派对、Giftmoji等创新的玩法更增进了这个“社交元宇宙”的多元化体验。在Soul广告中，使用“灵魂社交”作为噱头，用户不能直接匹配附近的用户，但可以开启奇遇铃（原"恋爱铃"）。据其自身粉丝或公关称，其定位功能也无法显示用户之间的距离。同时，在使用产品时，用户也不能使用用户上传的照片作为头像，但用户可以DIY一个自己喜欢的 Avatar 作头像。之後，用戶必须在產品內完成一个性格测试，其维度包括三观，感情，喜好，品位等，根據測試結果得到使用者与所有用户的匹配度。
从产品的结构来看，产品分为星球、广场和聊天三个版块。与使用者匹配的用户可以在星球板块下带有描述标签的用户3D环绕查看，由用戶自行选择一位感兴趣的用户聊天。在匹配过程中，使用者可以对性别进行筛选。此外，使用者也可以在星球下让系统随机分配一位用户聊天。为了保护用户信息的私密性，Soul推出了一键屏蔽通讯录和设置白名单的功能。用户在聊天的过程中可以积累心动指数，并点亮「SoulMate」八个字母，成为官方认证的「SoulMate」，这一过程通常需要半年到一年。当字母全部点亮，两名用户之间可以单独创建一个属于彼此的“瞬间”，其形态类似于QQ空间里的情侣空间。
广场板块分为关注，推荐和最新三个子版块，用户可以查看产品输出的用户生成内容，并在上面发布自己的“瞬间”。用户在发送“瞬间”的时候可以分享自己的定位，并查看定位附近的帖子。此外，在使用产品的过程中，用户在广场功能下发送的自拍会自动加上#自拍星球#标签，列入相应话题下，减少在广场主页上的显示。广场还有搜索功能，并在顶部设置了话题分类，Soul官方也会在广场发出话题。 近年来，Soul不断地更新迭代自身功能，其中包括语音派对、线上小游戏、数字文创头像、AI苟蛋（AI机器人）等。